# Pützrath
Pützrath ist ein Weiler, der zur Stadt Lohmar im Rhein-Sieg-Kreis in Nordrhein-Westfalen gehört.

## Geographie
Pützrath liegt im Südwesten von Lohmar. Umliegende Ortschaften und Weiler sind Heppenberg im Norden, Donrath im Nordosten, Sottenbach im Osten, Lohmar-Ort im Südosten und Süden, Troisdorf-Altenrath im Südwesten und Westen sowie Meigermühle im Nordwesten.
Pützrath liegt nordöstlich der Mündung von der Sülz in die Agger. Die Sülz fließt westlich von Pützrath, die Agger fließt südlich von Pützrath entlang. Ein namenloser orographisch linker Nebenfluss der Sülz entspringt nordöstlich von Pützrath.

## Geschichte
1885 hatte Pützrath fünf Wohnhäuser und 23 Einwohner.
Bis 1969 gehörte Pützrath zu der bis dahin eigenständigen Gemeinde Scheiderhöhe.

## Verkehr
- Pützrath liegt an der Landesstraße L 288 direkt am Anschluss zur L 84.
- Der nächstgelegene Bahnhof liegt in Rösrath.
- Buslinie 556: Siegburg – Lohmar – Donrath – Pützrath – Rösrath. Das Anruf-Sammeltaxi (AST) ergänzt den ÖPNV. Pützrath gehört zum Tarifgebiet des Verkehrsverbund Rhein-Sieg (VRS).